# 胡越廩
胡越廩（1950年—），越南金甌省人，革命家。胡越廩少年時起投身革命，1970年代起在警察部隊工作，後進入國家安全部門。越南戰爭期間數度身危。曾擔任第11屆越南國會代表。